# Saldeana
Saldeana – gmina w Hiszpanii, w prowincji Salamanka, w Kastylii i León, o powierzchni 20,69 km². W 2011 roku gmina liczyła 137 mieszkańców.